# Chemnitz-Bernsdorf
Bernsdorf ist seit dem 1. April 1907 ein Stadtteil im Südosten von Chemnitz. Abwechslungsreiche Architektur prägt diesen innenstadtnahen Stadtteil mit über 600-jähriger Geschichte. Begrenzt wird der Stadtteil durch Bahnstrecken im Norden und Westen sowie im Osten durch die B 174. Angrenzend befinden sich die Stadtteile Zentrum, Lutherviertel, Gablenz, Reichenhain und Altchemnitz.

## Geschichte
Grundherr von Bernsdorf war das Benediktinerkloster St. Marien in Chemnitz. Das Dorf wurde erstmals 1402 als „Beroldisdorf“ (Dorf eines Berold) urkundlich erwähnt. Eine weitere Nennung datiert auf das Jahr 1504 („Bernstorff“). Anfangs reichte der Bernsdorfer Flur fast bis an die Stadtmauern der Stadt Chemnitz, doch wurde der größte Teil Bernsdorfs 1402 vom Chemnitzer Kloster an den Rat der Stadt Chemnitz verkauft. Auf diesem Gelände entstand der Städtische Friedhof, später „(Alter) Johannisfriedhof“, heute „Park der Opfer des Faschismus“ genannt. Wie alle Klosterdörfer kam auch Bernsdorf, als das kleinste Klosterdorf (mit nur 148 ha), 1548 an das Amt Chemnitz.
Ende des 19. Jahrhunderts vergrößerte sich die Einwohnerzahl Bernsdorfs durch den Zuzug von Chemnitzer Arbeitern, die in der nahen Stadt in Fabriken arbeiteten. Es entstanden ab 1928 Wohnsiedlungen (u. a. an der Wartburgstraße und 1930 der Robert-Straube-Hof an der Augsburger Straße) sowie Fabriken und Kleingartenanlagen, wodurch die ursprüngliche bäuerliche Bebauung fast vollständig verschwand.
Seit 1874 entstand an der Reichenhainer Straße der neue Städtische Friedhof, als der Johannisfriedhof an der Zschopauer Straße zu klein wurde. Seinen heutigen Umfang erreichte der Friedhof im Jahr 1922.
Des Weiteren entstanden nach der Eingemeindung nach Chemnitz zahlreiche kulturelle und sportliche Einrichtungen. So wurde 1910 die Bernsdorfer Schule und der Südbahnhof eingeweiht, 1925 das Sommerbad (als „Wikingbad“) an der Bernsdorfer Straße sowie 1938 die Großkampfbahn (bis dahin „Südkampfbahn“, im heutigen Sportforum) an der Reichenhainer Straße eröffnet. Nach dem Zweiten Weltkrieg wurde 1950 die Radrennbahn (ebenfalls im heutigen Sportforum) eingeweiht. Im Jahr 1969 wurde das Hallenbad eröffnet.
Die Luftangriffe auf Chemnitz 1945 führten, vor allem in Innenstadtnähe, zu großen Zerstörungen in Bernsdorf. Während viele Baulücken bis heute bestehen, wurden in den 1950er Jahren hier teilweise moderne Wohnanlagen errichtet, ein Beispiel hierfür ist die Kleinsiedlung Bernsdorfer Plan. Die insgesamt elf dreigeschossigen Wohnhäuser mit Satteldach liegen neben dem „Robert-Straube-Hof“ und haben eine grüne und ruhige Lage ohne störenden Durchgangsverkehr.
Nach der Grundsteinlegung für das „Institut für Mechanik der Akademie der Wissenschaften der DDR“ an der Reichenhainer Straße im Jahr 1985 entwickelte sich Bernsdorf zu einem Universitätsstandort. 1986 erhielt die Technische Hochschule den Status einer Technischen Universität. Mit dem Bau des neuen Hörsaalgebäudes an der Reichenhainer Straße wurde 1997 begonnen. Der Mittelwellensender Chemnitz-Bernsdorf wurde in den 1990er-Jahren stillgelegt und abgerissen.

## Studentenviertel
Heute ist dieser Stadtteil von Chemnitz das Zentrum des studentischen Lebens der sächsischen Industriestadt. In zentraler Lage befindet sich die Technische Universität Chemnitz, die mit fast 11.000 Studenten drittgrößte sächsische Hochschule. Der Campus verfügt über Mensa, Kino, Studentenclubs, Kneipen und Sporteinrichtungen sowie dem nahe gelegenen Szenetreff Südbahnhof.
Das dichte infrastrukturelle Netz mit allen Versorgungseinrichtungen und die Nahverkehrsanbindung gehören zu den weiteren Vorzügen im Viertel. Mit der Ansiedlung des neuen „Technologieparks“ werden zudem Voraussetzungen für junge Existenzgründer im Stadtteil geschaffen.

## Wichtige Einrichtungen
- Größter Teil der Einrichtungen der Technischen Universität Chemnitz (Hörsäle, Seminarräume, Institute, Teilbibliotheken, Neue Mensa, Internate, Sportstätten etc.)
- Fraunhofer-Institut für Werkzeugmaschinen und Umformtechnik
- Fraunhofer-Institut für Elektronische Nanosysteme
- Sportforum (Hauptstadion – Zuschauerkapazität: 18.500 Plätze; Leichtathletik-/Mehrzweckhalle – Zuschauerkapazität: 1.450 Plätze; Radrennbahn – Zuschauerkapazität: 15.000 Plätze; drei Rasenplätze, zwei Hartplätze, Kunstrasenplatz; eine 50-Meter-Schwimmhalle; Boxer-/Ringerhalle; zwei Kunstturnhallen; Spielhalle; Judohalle)
- Johann-Wolfgang-von-Goethe-Gymnasium
- Freibad Bernsdorf (zurzeit geschlossen)[2]
- Städtischer Friedhof mit Krematorium